# توبياس فيغيروا
توبياس فيغيروا من مواليد (2 فبراير 1992 في الأرجنتين - ) هو لاعب كرة قدم أرجنتيني في مركز الهجوم لعب سابقاً في نادي الطائي السعودي.

## وصلات خارجية
- توبياس فيغيروا على موقع قاعدة بيانات كرة القدم.إي يو (الإنجليزية)
- توبياس فيغيروا على موقع Soccerway.com (الإنجليزية)